# Oxycodone/paracétamol
L' oxycodone/paracétamol, également appelé  oxycodone/acétaminophène, est une combinaison de l'opioïde oxycodone et du paracétamol (acétaminophène), utilisée pour soulager les douleurs modérées à sévères à court terme. On le trouve sous deux formes de dosage : celui à libération immédiate et prolongée. Il se prend par voie orale.
Les effets secondaires courants comprennent des nausées et des étourdissements. D'autres effets secondaires peuvent inclure la dépendance, la somnolence, les démangeaisons, la constipation, l'anaphylaxie, l'hypotension artérielle et une diminution de la respiration. L'utilisation pendant la grossesse peut entraîner un syndrome de sevrage néonatal aux opioïdes chez le bébé.
La combinaison a été approuvée à des fins médicales aux États-Unis en 1976. Aux États-Unis, il s'agit d'une substance contrôlée de l'annexe II. Il est disponible sous forme de médicament générique. Aux États-Unis, 90 comprimés coûtent environ 22 USD en 2020.